# Saba Ji Hwang
Saba Ji Hwang (kor. 지 황 사바; ur. 1767 w Seulu w Korei; zm. 28 czerwca 1795 tamże) – koreański męczennik, błogosławiony Kościoła katolickiego.
Ji Hwang urodził się w 1767 roku w rodzinie królewskiego muzyka. Po zapoznaniu się z wiarą katolicką, sam został chrześcijaninem.
Od 1789 roku przywódcy koreańskich katolików czynili starania, żeby sprowadzić do swojego kraju księży, jednak próba podjęta w 1791 roku zakończyła się niepowodzeniem, a dalsze usiłowania zostały przerwane przez prześladowania. Wysiłki wznowiono w 1793 roku. W tym celu Saba Ji Hwang razem z Janem Pak udali się do Chin. W efekcie ich wizyty wikariusz apostolski Pekinu Alexandre de Gouvea w 1794 roku wysłał do Korei Jakuba Zhou Wenmo. Misjonarz został przeprowadzony potajemnie przez granicę przez Sabę Ji Hwang i Jana Pak.
Po przybyciu do Seulu Jakub Zhou Wenmo zatrzymał się w domu Macieja Choe In-gil, gdzie uczył się języka koreańskiego. Po pewnym czasie jego obecność w Korei stała się wiadoma władzom wrogo nastawionym do chrześcijan. Jakubowi Zhou Wenmo udało się zbiec, natomiast właściciel domu, w którym się ukrywał oraz pomagający mu Saba Ji Hwang i Paweł Yun Yu-il zostali uwięzieni. Próbowano zmusić ich do zdradzenia miejsca pobytu księdza oraz do wyrzeczenia się wiary. Gdy usiłowania te zakończyły się niepowodzeniem zostali zamordowani 28 czerwca 1795 roku, a ich ciała wrzucono do rzeki Han-gang.
Saba Ji Hwang został beatyfikowany przez papieża Franciszka 16 sierpnia 2014 roku w grupie 124 męczenników koreańskich.
Wspominany jest 31 maja z grupą 124 męczenników koreańskich.